# Camilo Cándido
Camilo Damián Cándido Aquino (ur. 2 czerwca 1995 w Montevideo) – urugwajski piłkarz pochodzenia włoskiego występujący na pozycji lewego obrońcy, od 2025 roku zawodnik kolumbijskiego Atlético Nacional.